# Klabonosa
Klabonosa is een geslacht van vliesvleugeligen uit de familie Pteromalidae. De wetenschappelijke naam van dit geslacht is voor het eerst geldig gepubliceerd in 1976 door Boucek.

## Soorten
Het geslacht Klabonosa omvat de volgende soorten:
- Klabonosa austini Boucek, 1988
- Klabonosa cabra Boucek, 1988
- Klabonosa ferox Boucek, 1976
- Klabonosa watshami Boucek, 1976